# NGC 1964
NGC 1964 هي مجرة حلزونية يقع في كوكبة الأرنب (كوكبة). تبعد حوالي 65 مليون سنة ضوئية عن الأرض. في مركزها يكمن ثقب أسود هائل مع تقدير كتلة 2.5 × 107 . المجرة تتميز بإثنين من الأسلحة الدوامة الداخلية داخل قرص مع سطوع سطح عالية واثنين من الأسلحة الدوامة الخارجية أكثر انفتاحا التي تنشأ بالقرب من الحلقة الداخلية. وتتميز الأسلحة الخارجية بقليل من مناطق صغيرة.
NGC 1964 هي مجرة رئيسية في مجموعة مجرات معروفة باسم NGC 1964 المجموعة، والتي تضم مجرات NGC 1979 وIC 2130 و IC 2137.

## وصلات خارجية
- NGC 1964 على موقع ويكي سكاي: DSS2, SDSS, GALEX, IRAS, Hydrogen α, X-Ray, Astrophoto, Sky Map, Articles and images